# Stanisław Misztal (inżynier)
Stanisław Misztal (ur. 1936, zm. 1998) – polski inżynier, doktor habilitowany.

## Życiorys
Został zatrudniony na stanowisku profesora w Instytucie Budownictwa na Wydziale Budownictwa i Inżynierii Sanitarnej Politechniki Zielonogórskiej.